# Dorothy Height
Dorothy Irene Height, född 24 mars 1912 i Richmond, Virginia, död 20 april 2010 i Washington, D.C., var en amerikansk förvaltare, lärare och medborgarrättsaktivist - både före och efter beslutet gällande Brown mot skolstyrelsen. Hon var även aktivist för kvinnors rättigheter. Hon var ordförande för National Council of Negro Women under fyrtio år, 1957–1997. Hon tilldelades Frihetsmedaljen 1994 och Kongressens guldmedalj 2004.